# Лос-Текесский метрополитен
Лос-Текесский метрополитен (исп. Metro de Los Teques) — система городского метрополитена, обслуживающая город Лос-Текес и прилегающие районы в Венесуэле.
Это важная часть транспортной инфраструктуры региона, часть метрополитенов Венесуэлы, которая соединяет город с Каракасом.

## История
Лос-Текесский метрополитен был официально открыт 3 ноября 2006 года в рамках транспортной реформы, инициированной президентом Венесуэлы Уго Чавесом. Строительство началось в конце 2000-х годов, и проект был направлен на улучшение транспортной доступности и сокращение пробок на дорогах города.

## Линии
Метрополитен состоит из одной линии, которая соединяет несколько ключевых районов города и обеспечивает связь с Каракасом. В будущем планируется расширение сети.

## Станции
Система метрополитена включает в себя несколько станций, расположенных в стратегически важных точках города. Каждая станция оборудована современными удобствами для пассажиров.

## Будущее
Планируется дальнейшее расширение метрополитена Лос-Текеса с добавлением новых линий и станций для улучшения транспортной сети.